# Ливенцев, Виктор Ильич
Виктор Ильич Ливенцев (21 апреля 1918 — 28 сентября 2009) — советский партизан, Герой Советского Союза (1944).
Участник оборонительных боёв в Беларуси в 1941 г. и партизанского движения в Беларуси в 1941—1943 годах. Председатель Комитета по физической культуре и спорту при Совете министров БССР в 1958—1978 гг., депутат Верховного Совета БССР 5 — 10 созывов.

## Биография
Родился 21 апреля 1918 года в селе Давыдовка (ныне — посёлок городского типа в Лискинском районе Воронежской области).
В 1937 году окончил два курса Воронежского педагогического института, после которого в 1937—1938 годах работал учителем средней школы г. Свобода (ныне Лиски).
В 1938—1939 годах служил в 20-м кавалерийском полку 4-й кавалерийской дивизии, затем — в 37-м стрелковом полку 56-й стрелковой дивизии заместителем политрука полковой батареи. В 1939 году участвовал в походе в Западную Беларусь. В 1939—1940-х годах — участник советско-финской войны в должности политрука миномётной роты. В 1941 году окончил Гродненское военно-политическое училище.
С первого дня Великой Отечественной войны участвовал в оборонительных боях на территории современных Гродненской и Брестской областей. Оказавшись в окружении, в оккупированном г. Бобруйске создал подпольную группу, а затем крупный партизанский отряд (752-й), став его командиром. В 1943 году отряд Ливенцева приказом Центрального штаба партизанского движения был преобразован в 1-ю Бобруйскую партизанскую бригаду, которая действовала на территории современных Могилёвской и Гомельской областей Беларуси. 25 декабря 1943 г. у посёлка Паричи партизаны встретились с советской военной разведкой, затем бригада несколько дней держала оборону на участке фронта.
Указом Президиума Верховного Совета СССР «О присвоении звания Героя Советского Союза белорусским партизанам» от 1 января 1944 года за «образцовое выполнение правительственных заданий в борьбе против немецко-фашистских захватчиков в тылу противника и проявленные при этом отвагу и геройство и за особые заслуги в развитии партизанского движения в Белоруссии» удостоен звания Героя Советского Союза с вручением ордена Ленина и медали «Золотая Звезда».
В 1944—1950-х годах — секретарь, второй секретарь ЦК ЛКСМ Белоруссии. В 1952 году окончил партийную школу при ЦК КПБ и в 1955 году — Минский педагогический институт имени М. Горького.
С 1958 года — председатель Комитета по физической культуре и спорту при Совете министров БССР, затем — управляющий делами ЦК КПБ (1978—1986).
Избирался кандидатом в члены ЦК КПБ, на XXIV съезде — членом ЦК КПБ. Заслуженный деятель физической культуры Белорусской ССР, почётный гражданин г. Бобруйска Могилёвской области Белоруссии (1984 г.).
Скончался 28 сентября 2009 года, на 92-м году жизни. Похоронен на Восточном кладбище в Минске.

## Память

Бюст В. Ливенцева на Восточном кладбище в Минске

Именем Героя названа улица в Бобруйске (2008) и в Минске (2010).
В Минске регулярно проходит Международный турнир по боксу памяти Виктора Ливенцева.
В городе Лиски Воронежской области на Аллее Славы установлен бюст Виктора Ливенцева.
В городе Лиски Воронежской области МБОУ СОШ № 17 названа именем В. И. Ливенцева.
Решением Минского городского Совета депутатов от 24 декабря 2020 года именем Виктора Ливенцева названа одна из улиц Минска.
В Минске на доме № 42 по улице Карла Маркса (в котором жил Ливенцев) установлена мемориальная доска.

## Награды
- Медаль «Золотая Звезда» — 1 января 1944 года (медаль № 2631).
- Орден Ленина (01.01.1944, 28.10.1948).
- Орден Красного Знамени (29.09.1942; 07.03.1943).
- Орден Отечественной войны I степени (дважды; 11.03.1985).
- Орден Трудового Красного Знамени.
- Орден Дружбы народов.
- Орден Красной Звезды.
- Орден «За службу Родине в Вооружённых Силах СССР» III степени.
- Орден «Знак Почёта».
- Орден «За службу Родине» III степени (Указ Президента Республики Беларусь от 15.04.1999)[6].
- Медали.

## Автор книги
- «Партизанский край», 1983.
- Главный консультант фильма "Время выбрало нас"